# Juan Pistarini
Juan Pistarini, argentinski general in politik, * 23. december 1882, † 29. maj 1956.
Pistarini je bil podpredsednik Argentine 1945–1946.